# Lijst van spelers van Perugia Calcio
Deze lijst omvat voetballers die bij de Italiaanse voetbalclub Perugia Calcio spelen of gespeeld hebben. De namen van de spelers zijn alfabetisch gerangschikt.

## A
- Salvatore Accursi
- Adriano
- Aldo Agroppi
- Jung-Hwan Ahn
- Dmitriy Alenichev
- Jamal Alioui
- Massimiliano Allegri
- Claudio Ambu
- Nicola Amoruso
- Luigi Anaclerio
- Giuseppe Aprea
- Carlos Arano
- Gianluca Atzori

## B
- Ibrahim Ba
- Salvatore Bagni
- Davide Baiocco
- Paolo Baldieri
- Francesco Baldini
- Roberto Baronio
- Fabio Bazzani
- Dario Bazzi
- Nicola Beati
- Massimo Beghetto
- Fèlix Benito
- Sofian Benzouien
- Antonino Bernardini
- Andrea Bernini
- Emanuele Berrettoni
- Giovanni Bia
- Emanuele Bianchi
- Luca Bisello Ragno
- Pierpaolo Bisoli
- Saša Bjelanovic
- Manuele Blasi
- Michele Boldrini
- Bondi
- Simone Bonomi
- Jay Bothroyd
- Simone Braglia
- Mauro Bressan
- Franco Brienza
- Luca Brunetti
- Christian Bucchi
- Luca Bucci

## C
- Daniele Nicola Cacciaglia
- Alessandro Calori
- Gianpaolo Calzi
- Massimiliano Cappioli
- Andrea Caracciolo
- Roberto Cardinale
- Gianfranco Casarsa
- Domenico Caso
- Ilario Castagner
- Marcello Castellini
- Riccardo Cazzola
- Umberto Cazzola
- Enrico Cecchi
- Carlo Cherubini
- Nicolas Cinalli
- Giordano Cinquetti
- Paul Codrea
- Gianluca Colonnello
- Ferdinand Coly
- Emanuele Concetti
- Christian Conti
- Christophe Copel
- Óscar Córdoba
- Nicolás Córdova
- Michele Cossato
- Antonio Criniti
- Lorenzo Crocetti
- Alessandro Cucciari
- Stefano Cuoghi
- Aniello Cutolo

## D
- Paulo da Silva
- Daniele Daino
- Alessandro dal Canto
- Denis Dasoul
- Juri de Marco
- Massimo de Martis
- Francisco De Pedro
- Massimo De Stefanis
- Umberto Del Core
- Loris Del Nevo
- Mauro Della Martira
- Francesco Della Rocca
- Traianos Dellas
- Gennaro Delvecchio
- Giacomo Di Cara
- Alberto Di Chiara
- Eusebio Di Francesco
- Antonio Di Gennaro
- Angelo Di Livio
- Marco Di Loreto
- Gigi Di Pasquale
- Souleymane Diamoutene
- Drissa Diarra
- Nicola Diliso
- Do Prado
- Emilio Docente
- Walter Dondoni
- Giuseppe Dossena
- Diaw Doudou
- Almamy Doumbia
- Vasco Dugini

## E
- Emerson Pereira
- Marc Emmers
- Tomislav Erceg
- Sergio Ercolano
- Massimiliano Esposito
- Luca Evangelisti

## F
- Fabiano Lima Rodrigues
- Costantino Fava
- Paolo Fernandes
- Marco Ferrante
- Gabe Ferrari
- Paolo Ferrario
- Francesco Ferrini
- Fabio Filippi
- Fabio Fiorentini
- Antonio Floro Flores
- Elio Fortunato
- Salvatore Fresi
- Massimiliano Fusani

## G
- Al-Saadi al-Qadhafi
- Raphael Galeri
- Dani Garcia
- Fabio Gatti
- Gennaro Gattuso
- Carmine Gautieri
- Gael Genevier
- Luca Gentili
- Antonio Ghomsi
- Luigi Giandomenico
- Ciro Ginestra
- Stefano Gioacchini
- Federico Giunti
- Roberto Goretti
- Giorgio Gorgone
- Gabriele Grossi
- Fabio Grosso
- Pablo Guiñazú

## H
- Dario Hübner

## I
- Alessandro Iannuzzi
- Giovanni Ignoffo

## J
- Fabian Jacquemin
- Junior Pinheiro

## K
- Zeljko Kalac
- Iván Kaviedes
- Aleksandar Kocić
- Michel Kreek

## L
- Giorgio La Vista
- Luca Lacrimini
- Enrico Lanzi
- Nicola Leali
- Mika Lehkosuo
- Fabio Liverani
- Stefano Lombardi
- Andrea Lombardo
- Massimo Lombardo
- Konstantinos Loumpoutis
- Cristiano Lucarelli
- Massimo Lupini

## M
- Mingyu Ma
- Domenico Maietta
- Mamede
- Christian Manfredini
- Antonio Manicone
- Stefano Marcucci
- Massimo Margiotta
- Dario Marigo
- Marco Martini
- Giuseppe Mascara
- Riccardo Maspero
- Giorgio Mastropasqua
- Marco Materazzi
- Salvatore Matrecano
- Gianfranco Matteoli
- Donovan Maury
- Andrea Mazzantini
- Vincenzo Mazzeo
- Bruno Mazzia
- Alessandro Melli
- Luca Mezzano
- Fabrizio Miccoli
- Mauro Milanese
- Gionata Mingozzi
- Salvatore Monaco
- Müller
- Jehad Muntasser
- Zlatan Muslimović
- Florian Myrtaj

## N
- Hidetoshi Nakata
- Adrian Nalaţi
- Dimitris Nalitzis
- Michele Nappi
- Vangelis Nastos
- Marco Negri
- Comunardo Niccolai
- Egidio Notaristefano
- Walter Novellino

## O
- Fabian O'Neill
- Chris Obodo
- Renato Olive

## P
- Nicola Pagani
- Luigi Pagliuca
- Angelo Pagotto
- Fernando Pandolfi
- Armando Pantanelli
- Daniele Paponi
- Stefano Pardini
- Claudio Paris
- Pietro Pastore
- Paulinho Neves Hilario
- Cristiano Pavone
- Andrea Pazzagli
- Massimo Perra
- Giampietro Perrulli
- Gianluca Petrachi
- Enrico Piccioni
- Mirko Pieri
- Mario Piga
- Celeste Pin
- Fausto Pizzi
- Nicola Pizzolla
- Luigi Polentes
- Guly do Prado
- Giovanni Proietti
- Christian Puggioni

## R
- Michael Rabušić
- Diego Raimondi
- Roberto Rambaudi
- Milan Rapaić
- Fabrizio Ravanelli
- Rahman Rezaei
- Gianluca Ricci
- Roberto Ripa
- Claudio Rivalta
- Martín Rivas
- Antonio Rizzo
- Anselmo Robbiati
- Robson Toledo
- Marco Roccati
- Paolo Rossi
- Sebastiano Rossi
- Raffaele Rubino
- Petter Rudi
- Pier Rutzittu

## S
- Luiz Sacilotto
- Marco Saltarelli
- Ali Samereh
- Samuel José da Silva Viera
- Dario Sanguin
- Luca Saudati
- Gabriele Scandurra
- Jaroslav Šedivec
- Sean Sogliano
- Andrea Soncin
- Tonino Sorrentino
- Salvatore Soviero
- Silvio Spann
- Walter Speggiorin
- Lorenzo Squizzi
- Alessio Stamilla
- Guglielmo Stendardo
- Mariano Stendardo
- Giorgio Sterchele
- Marco Storari
- Pietro Strada
- Giovanni Sulcis

## T
- Massimiliano Tangorra
- Héctor Tapia
- Emiliano Tarana
- Michele Tardioli
- Tommaso Tatti
- Roberto Taurino
- Giovanni Tedesco
- Emiliano Testini
- Thomas Thorninger
- Tiago Calvano
- Sandro Tovalieri
- Valdas Trakys
- Martino Traversa
- Carlo Trezzi
- Juan Turchi

## U
- Gaetano Ungaro
- Orlando Urbano

## V
- Edoardo Valenti
- Ronaldo Vanin
- Bruno Versavel
- William Viali
- Pietro Vierchowod
- Zisis Vryzas

## Z
- Alessandro Zagano
- Marcelo Zalayeta
- Zé Maria
- Luciano Zecchini
- Francesco Zerbini
- Lukáš Zima
- Alessandro Zoppetti